# Giuseppe Mazzoli (militare)
Giuseppe Mazzoli (Veroli, 1897 – Saragozza, 10 settembre 1938) è stato un militare italiano, decorato di Medaglia d'oro al valor militare alla memoria nel corso della guerra di Spagna.

## Biografia
Nacque a Veroli, provincia di Frosinone, nel 1897. Mentre studiava nella facoltà di ingegneria nell'università di Roma, appena compì diciotto anni si arruolò volontario per combattere nella grande guerra. Conseguita la nomina ad ufficiale nell'ottobre 1916, partecipò alle operazioni belliche contro l'Impero austro-ungarico in forza al 30º Reggimento artiglieria da campagna; fu successivamente con reparti bombardieri ed infine con la promozione a tenente, alla 3ª batteria del 1º Reggimento artiglieria da campagna. Congedatosi nel 1919 e laureatosi in ingegneria, lavorò in Asia e in America Latina svolgendo attività industriale. Arruolatosi nel Tercio de Extranjeros nel dicembre 1936, col grado di capitano nel gruppo artiglieria del 1° Tercio rimase ferito nel combattimento al passo di Jarama il 14 marzo 1937. Rientrato al corpo nel successivo mese di giugno passò, col grado di 1º capitano, a comandare la batteria di accompagnamento da 65/17 del 2º Reggimento fanteria "Frecce Azzurre". Rimasto nuovamente ferito e dichiarato inabile al servizio di guerra, si arruolò ancora volontario nel Tercio assegnato alla 4ª bandera. Ferito in combattimento il 9 settembre 1938, si spense presso l'ospedale di Saragozza il giorno successivo. Con Regio Decreto del 18 aprile 1940 fu insignito della medaglia d'oro al valor militare alla memoria.

### Fonti
1. ↑  Combattenti Liberazione.
2. ↑   Bollettino ufficiale delle nomine, promozioni e destinazioni negli ufficiali e sottufficiali del R. esercito italiano e nel personale dell'amministrazione militare, 1940,  p. 6813. URL consultato il 12 marzo 2022.
3. ↑  Medaglie d'oro al valor militare sul sito della Presidenza della Repubblica
4. ↑  Registrato alla Corte dei conti addì 18 maggio 1940, registro 16 guerra, foglio 317.